# یواس‌ان‌اس متیو پری (تی-ای‌کی‌ای-۹)
یواس‌ان‌اس متیو پری (تی-ای‌کی‌ای-۹) (به انگلیسی: USNS Matthew Perry (T-AKE-9)) یک کشتی است که طول آن ۲۱۰ متر (۶۸۹ فوت) می‌باشد. این کشتی در سال ۲۰۰۹ ساخته شد.